# BINUB
BINUB (Zintegrowane Biuro Narodów Zjednoczonych w Burundi) – misja pokojowa ONZ o charakterze politycznym (składa się z personelu cywilnego), działająca w Burundi od 1 stycznia 2007 roku. Jej głównym zadaniem jest nadzorowanie przestrzegania zawieszenia broni między rządem a rebeliantami oraz pomoc władzom Burundi w odbudowie instytucji państwowych, takich jak wymiar sprawiedliwości czy system ochrony praw obywatelskich. Została powołana do życia na mocy rezolucji Rady Bezpieczeństwa ONZ nr 1719 i zastąpiła wcześniejszą misję wojskową ONUB.